# Le Bonhomme de neige (livre)
Pour les articles homonymes, voir Le Bonhomme de neige.
Le Bonhomme de neige (The Snowman) est un livre d'images pour enfants sans texte de l'auteur britannique Raymond Briggs, publié pour la première fois en 1978 par Hamish Hamilton au Royaume-Uni, et publié par Random House aux États-Unis en novembre de la même année. Le livre a remporté de nombreux prix et a été adapté en film d'animation pour la télévision en 1982, qui est un rendez-vous annuel à Noël.
Le livre est entièrement sans texte et illustré uniquement avec des crayons de couleur. Briggs a déclaré qu'il était en partie inspiré de son précédent livre Fungus the Bogeyman : « Pendant deux ans, j'ai travaillé sur Fungus, enterré parmi la boue, la vase et les mots, alors... je voulais faire quelque chose de propre, d'agréable, de frais et sans mots et rapide ».

## Synopsis
Le Bonhomme de neige raconte l’histoire d’un garçon qui construit un bonhomme de neige un jour d'hiver enneigé, qui prend vie à minuit. Lui et le garçon jouent avec des appareils électroménagers, des jouets et d'autres bibelots dans la maison, tout en restant suffisamment silencieux pour ne pas réveiller ses parents. Après avoir joué avec les lumières de la voiture familiale, il prépare un festin que le duo mange à la lueur des bougies. Le bonhomme de neige emmène le garçon à l'extérieur et ils commencent à survoler les South Downs et à regarder le soleil se lever depuis la jetée de Brighton avant de rentrer chez eux. Au matin, le garçon se réveille et se précipite dehors pour découvrir que le bonhomme de neige a fondu.

## Thèmes
Dans une interview de 2012 pour le Radio Times, Briggs a déclaré : « Je n'ai pas de fin heureuse. Je crée ce qui semble naturel et inévitable. Le bonhomme de neige fond, mes parents sont morts, les animaux meurent, les fleurs meurent. Tout le monde le fait. Il n'y a rien de particulièrement sombre là-dedans. C'est un fait de la vie ». Il a contesté l'idée que le livre soit un livre de Noël, notant que seule l'adaptation animée introduisait cet élément.

## Récompenses
Au Royaume-Uni, il a été finaliste pour la médaille Kate Greenaway de la Library Association, récompensant la meilleure illustration de livre pour enfants de l'année par un écrivain britannique,. Aux États-Unis, il a été nommé sur la liste des Lewis Carroll Shelf Award en 1979. Le livre a également reçu le prix néerlandais Silver Pen Award en 1979. Il est également inclus dans l'ouvrage de référence littéraire Les 1001 livres d'enfants qu'il faut avoir lus pour grandir pour la tranche d'âge 3-5 ans.

## Adaptations
Le livre a été adapté en un film d'animation télévisé d'une demi-heure en 1982, qui a fait ses débuts sur Channel 4 au Royaume-Uni le 26 décembre. Le film Le Bonhomme de neige a été nommé pour un Oscar du meilleur court métrage d'animation et est devenu un événement festif annuel, inspirant de multiples dérivés, dont un concert, un spectacle sur scène, un jeu vidéo et une suite animée.
La Royal Mint a émis des pièces de monnaie Le Bonhomme de neige pour Noël, avec une pièce de 50 pence pour 2023, la première pièce de Noël avec le roi Charles III représenté à l'avers.